# Farming Simulator
Farming Simulator je série zemědělských simulátorů vyvíjených firmou GIANTS Software a vydaných firmou Astragon pro PC, Nintendo 3DS, Mobilní telefony, Xbox 360. Xbox One, Xbox Series X/S PS3, PS4, PS5, Nintendo Switch a Meta Quest 3. V sérii Farming Simulator vyšlo už 16 dílů. V České republice hru vydává společnost Comgad.

## Historie série

### Farming Simulator 2008
První díl, hráč má k dispozici pouze dva traktory a dva kombajny značky Fendt a několik příslušenství. K osetí zde je jediná plodina – pšenice. Později vyšel volný balíček, který přidával možnost sekat trávu a další traktor.

### Farming Simulator 2009
Druhý díl přidává několik vylepšení. Hráč může nakupovat modernější stroje a najímat pracovníky. Hlavní značka zůstala Fendt a přibyla také značka Pöttinger. Přibyly další plodiny – kromě pšenice a trávy zde hráč nově může osít ječmen, řepku olejku a kukuřici. Později do hry vychází přídavek, který hru rozšiřuje na zlatou edici a přidával stroje Horsch.V České republice tento díl vychází pod jménem Traktor Zetor Simulátor 2009. Do této české verze bylo přidáno ještě několik traktorů značky Zetor.

### Farming Simulator 2011
Třetí díl přidává mnoho vylepšení. Hráč může chovat krávy a prodávat mléko, přibyla také hra pro více hráčů. Změnila se hlavní značka strojů – Deutz-Fahr, dále zde jsou Krone, Horsch, Pöttinger a Vogel & Noot. Všechny stroje jsou lépe detailně zpracované. Později vyšly tři DLC, které hru rozšiřovaly na platinovou edici. Dále vyšel přídavek Farming Classics, který přidává staré stroje.
Ročník 2011 naposledy vyšel v České republice pod oblíbenou značkou Traktor, jako Traktor 2: Zetor. V současné době existuje i titul Traktor 3, ale ten už na této populární sérii od Giants Software nestaví. Farming Simulátor 2011 je považován zatím za nejlepší díl série.

### Farming Simulator 2012
Tato verze vyšla pouze na Nintendo 3DS a mobilní telefony s operačním systémem iOS, Android a Windows 8 Metro. Obsahuje značky Deutz-Fahr, Krone, Horsch, Amazone, Lemken, Arcusin, Krampe a Vogel & Noot. Hráč zde může nakupovat další pole.

### Farming Simulator 2013
Tento, pátý, díl Farming Simulatoru vychází na PC a se zpožděním i na Mac. Nový díl chce zaujmout řadou novinek, z nichž nejvýraznější je rozšíření nabídky plodin, zemědělských strojů i zvířat. K dispozici je i celá řada misí a šikovní zemědělci si mohou přikoupit více pozemků v honbě za vyššími zisky. Své premiéry se dočkají i skleníky a větrné elektrárny. V české verzi se hráči mohou těšit na profesionální české titulky.

### Farming Simulator 14
Šestý díl série je velice podobný Farming Simulatoru 2012. Jedná se o jeho vylepšenou verzi na přenosná zařízení jako jsou mobilní telefony se systémem android a iOS. Vývojáři tento díl chtěli vytvořit s předlohou Farming Simulatoru 2013. Hra přináší nová vylepšení – multiplayer přes bluetooth a wifi, 3 plodiny (pšenice, řepka, tráva), chov zvířat a celkově vylepšená grafika a herní prostředí. Ve hře je dále rozšířen sortiment licencovaných strojů jako jsou Deutz-Fahr, Case, Lamborghini, Pottinger, Krone a další...

### Farming Simulator 15
Sedmý díl farmářského simulátoru vnáší do hry realističtější grafiku, vyšší kvalitu textur a hlavně vítané oživení a to možnost starat se o les. Možnost lesnictví jistě ocení hlavně hráči, které po delší sobě setí, sklízení, orání, atd. hra omrzí. Mohou se tak odreagovat kácením stromů nakládáním a převozem dřeva a hlavně využít nové stroje, které toto vylepšení s sebou do hry vnáší. V dřívějších verzích to bylo možné jenom díky módům.

### Farming Simulator 16
Osmý díl série vycházející 2015 na mobilní telefony s operačním systémem iOS, Android a kapesní konzole PS Vita a Nintendo 3DS. Nově se ve hře objevuje lesní technika.

### Farming Simulator 17
Nový díl na počítače Windows, Mac a herní konzole PS4, Xbox One. Přináší hezčí grafiku, novou mapu. Je zde spousty nových traktorů. Nyní zde můžete chovat i nová zvířata. S DLC lze pěstovat nové plodiny a vlastnit nové traktory.

### Farming Simulator 18
Mobilní hra pro iOS, Android a kapesní konzole PS Vita a Nintendo 3DS. Nová severoamerická mapa. Nové traktory a příslušenství.

### Farming Simulator: Nintendo Switch Edition
Jediný díl vydaný na novou konzoli Nintendo Switch. Je to prakticky stejný díl jako FS 17, s menšími úpravami.

### Farming Simulator 19
Na PC, Mac, PS4 a Xbox One. Vyšla 20. listopadu 2018. Přinesla nové značky strojů a úplně nové mapy. Také zde byla vylepšená grafika. Nově zde jsou koně k ježdění a chovu. Jedna mapa se odehrává v severní Americe a druhá v Německu. Novými plodinami jsou oves a bavlna. Došlo k značné změně systému nákupů pozemků. Nově se jíž nekupuje pouze pole, ale i jeho okolí. Hráč tak jíž nemůže sekat trávu okolo cizího pole nebo kácet stromy v lese bez toho, aniž by si jej koupil. Změnou prošly i herní režimy. Místo klasické volby obtížnosti se zde objevily 3 herní módy: Nový farmář = hráč začíná s jíž postavenou farmou. Manažer Farmy = hráč začíná s dostatkem financí na to, aby si farmu postavil podle sebe. Začít od začátku = hráč má k dispozici omezené finance a musí uvažovat, co si koupí.

### Farming Simulator 20
Mobilní verze pro Android, IOS a Nintendo Switch. Přináší veliký pokrok v mobilních verzí např. dá se vystupovat z vozidel a možnost modů a třeba si i osedlat koně.

### Farming Simulator 22
PC verze, která vyšla 22. listopadu 2021
Po třech letech znovu PC verze pro Xbox Series X a Series S, Xbox One, PlayStation 4, PlayStation 5, Microsoft Windows, macOS, Google Stadia a Mac OS.
Mezi novou vlastnost patří například Roční období (season) včetně sněhu, vylepšená grafika, výrobní stanoviště (production), vlastní poznávací značky...
Mapy jsou tři: dvě nové francouzské Haut-Beyleron, americká Elmcreek a upravená alpská mapa ERLENGRAT, která je z FS19 Alpine DLC.
Nové plodiny jsou tři: vinná réva, olivy a čirok 

### Farming Simulator 23
Nejnovější  mobilní verze pro Android, IOS a Nintendo Switch. 

### Farming Simulator 25
Nejnovější PC verze pro Xbox Series X a Series S, PlayStation 5 a PC. 
Novinky jsou např. deformace terénu, tornáda a kroupy, vylepšená grafika, vlastní ohrady pro zvířata, atd. 
Nová zvířata jsou buvoli a kozy. 
Nové plodiny jsou rýže, dlouhozrnná rýže, špenát, hrách a zelené fazolky. 

### Farming Simulator VR
První Farming Simulator ve virtuální realitě pro Meta Quest 3.